# Maoist Communist Centre of India
Maoist Communist Center of India var ett maoistiskt parti med gerillaförband som 2004 slogs samman med ett liknande parti, CPI(ml) People's War. Efter sammanslagningen kallas partiet Communist Party of India (maoist). En tidning med lös anknytning till partiet, som bland annat publicerar kommunikéer, finns på nätet och heter People's March. Partiets gerillaarmé går under namnet People's Liberation Guerilla Army (PLGA).